# ماریوس استانکویچیوس
ماریوس استانکویچیوس (لتونیایی: Marius Stankevičius؛ زادهٔ ۱۵ ژوئیهٔ ۱۹۸۱) بازیکن سابق و مربی فوتبال اهل لیتوانی است.
از باشگاه‌هایی که در آن بازی کرده‌است می‌توان به باشگاه ورزشی هانوفر ۹۶، باشگاه فوتبال سمپدوریا، باشگاه ورزشی لاتزیو، باشگاه فوتبال سویا، باشگاه فوتبال روبور سیه‌نا، باشگاه فوتبال کوردوبا، باشگاه فوتبال کوزنتسا کالچو، باشگاه فوتبال والنسیا، باشگاه فوتبال اکراناس، باشگاه فوتبال غازی عینتاب‌اسپور، و باشگاه فوتبال برشا اشاره کرد.
وی همچنین در تیم ملی فوتبال لیتوانیبازی کرده‌است.